# Sunderby sjukhus
Sunderby sjukhus är ett sjukhus beläget vid Södra Sunderbyn mellan Luleå och Boden, omkring 15 km från centrala Luleå. Det tillhör Region Norrbotten. Sjukhuset är länssjukhus för Region Norrbotten med specialistfunktioner, men också närsjukhus för Bodens kommun och Luleå kommun. Det invigdes 1999 och ersatte då Luleå lasarett och Länssjukhuset i Boden. Vid Sunderby sjukhus bedrivs både akut och planerad verksamhet inom alla specialistområden utom thorax- och neurokirurgi. Sjukhuset har cirka 2 500 anställda och omkring 120 vårdplatser.
Arkitekt var Tage Isaksson från FFNS arkitekter AB.

## Historia
Några månader före landstingsvalet 1994 bildades Norrbottens sjukvårdsparti, som inte ville ersätta de två sjukhusen i Luleå och Boden med ett nytt. Trots att partiet vann 27,0 % av rösterna och 19 av 71 mandat i landstingsfullmäktige gick beslutet om att bygga Sunderby sjukhus igenom.
1995 påbörjades markarbetena och 1 september 1999 invigdes sjukhuset officiellt av drottning Silvia.

## Kommunikationer

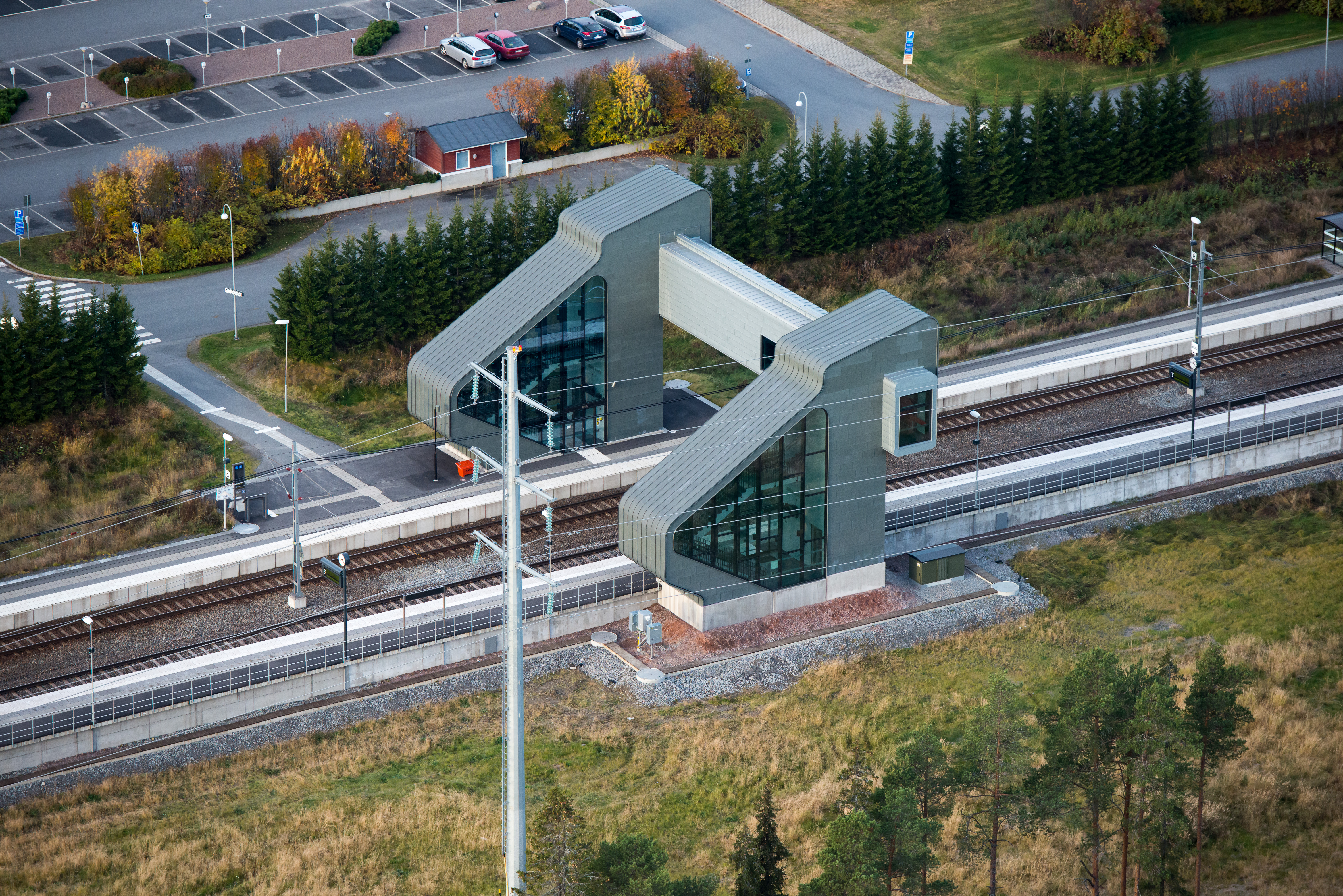
Sunderby sjukhus station

### Buss
Luleå Lokaltrafik har en hållplats vid sjukhuset. Linje 1, 2, 11, 12 och 43 stannar vid hållplatsen.
Länstrafiken Norrbotten har också en hållplats vid sjukhuset.

### Tåg
Vid sjukhuset ligger järnvägsstationen Sunderby sjukhus.

## Service

### Sjukhuskyrkan
I sjukhuset finns Sjukhuskyrkan, som tillhör Nederluleå församling.

### Hotell
Vid sjukhuset ligger Hotell Vistet, som invigdes den 1 september 2014.

## Läkarutbildning
På Sunderby sjukhus finns läkarutbildning från termin sex till elva för studenter från Umeå universitet.

## Bildgalleri

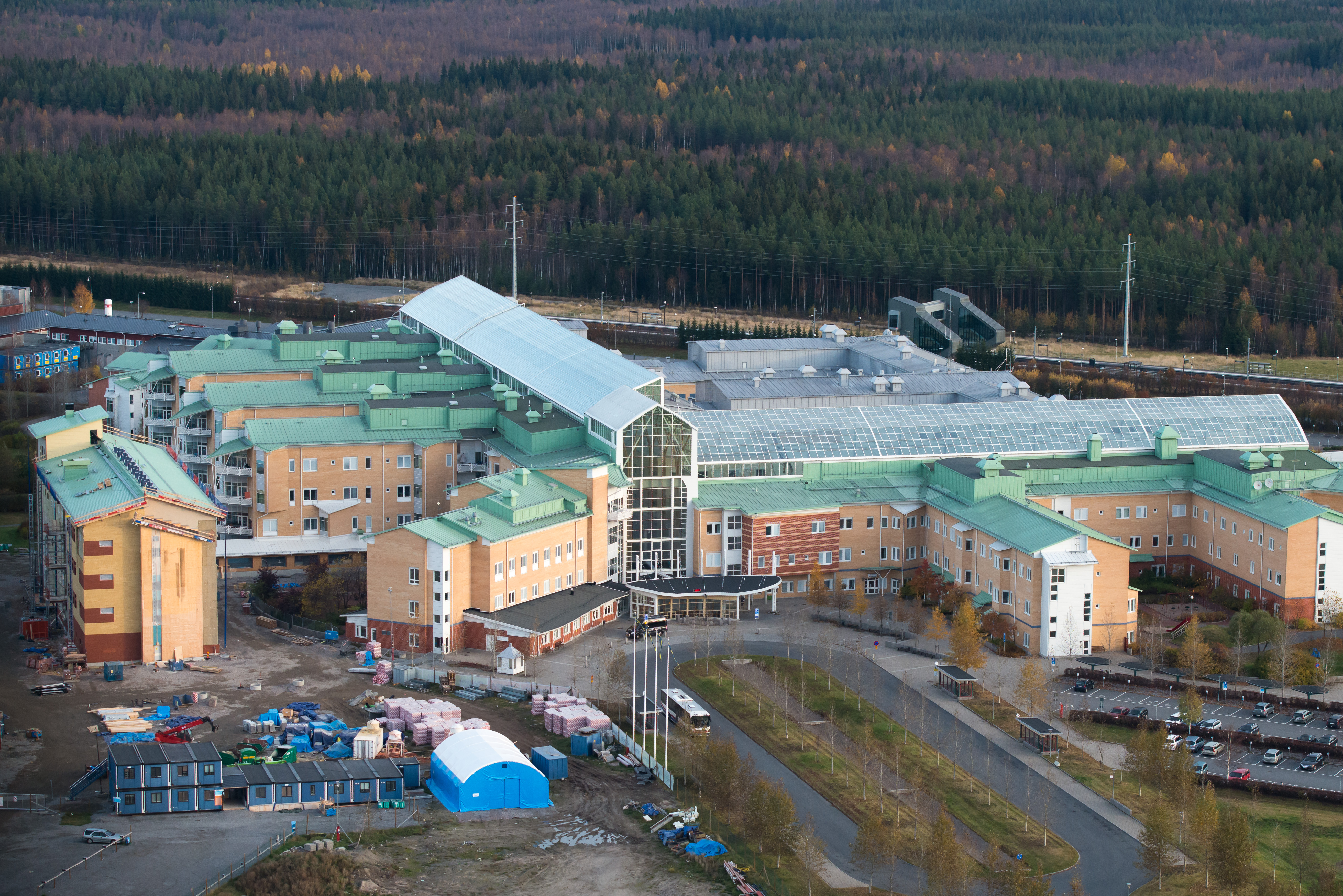
Sjukhuset
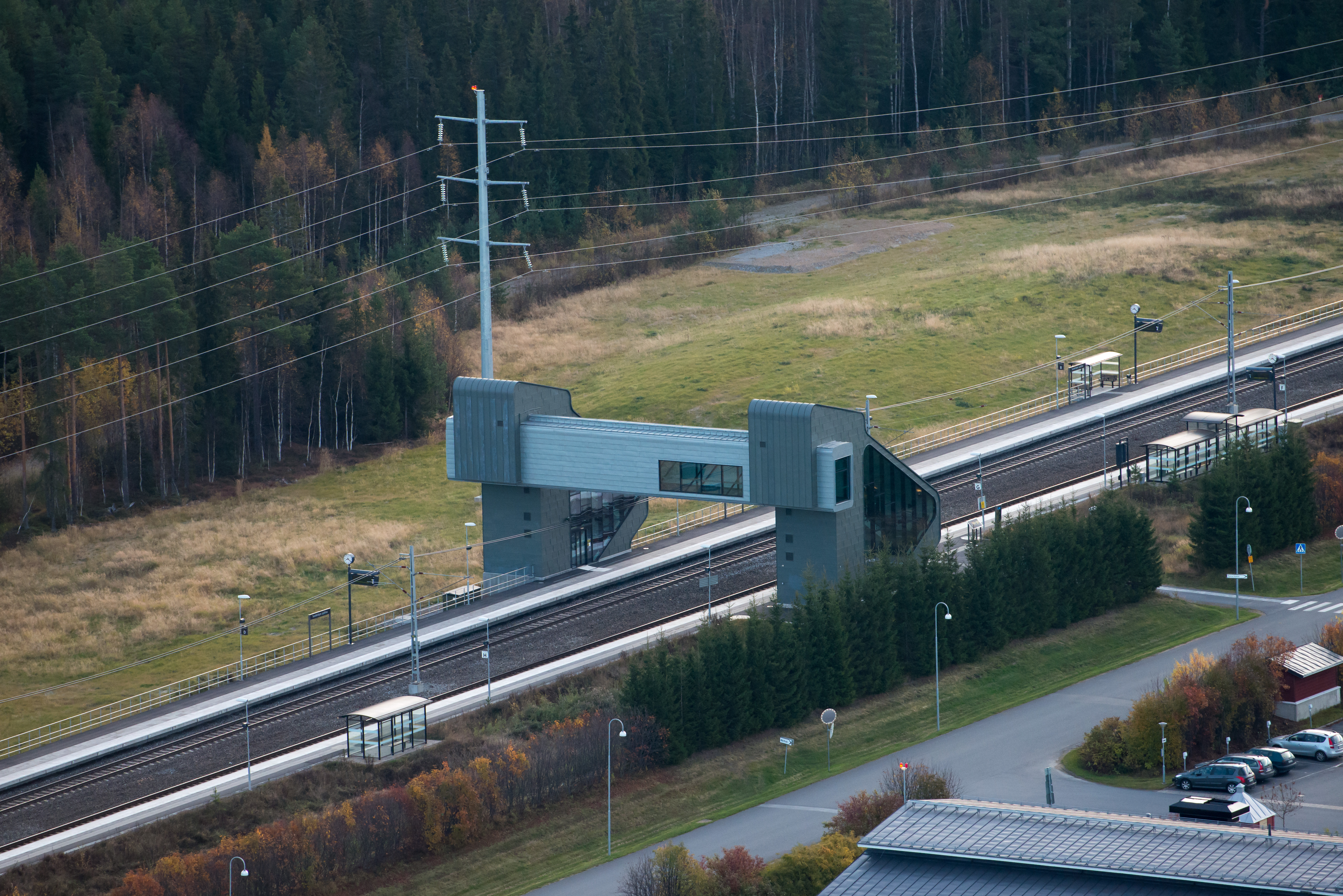
Sunderby station
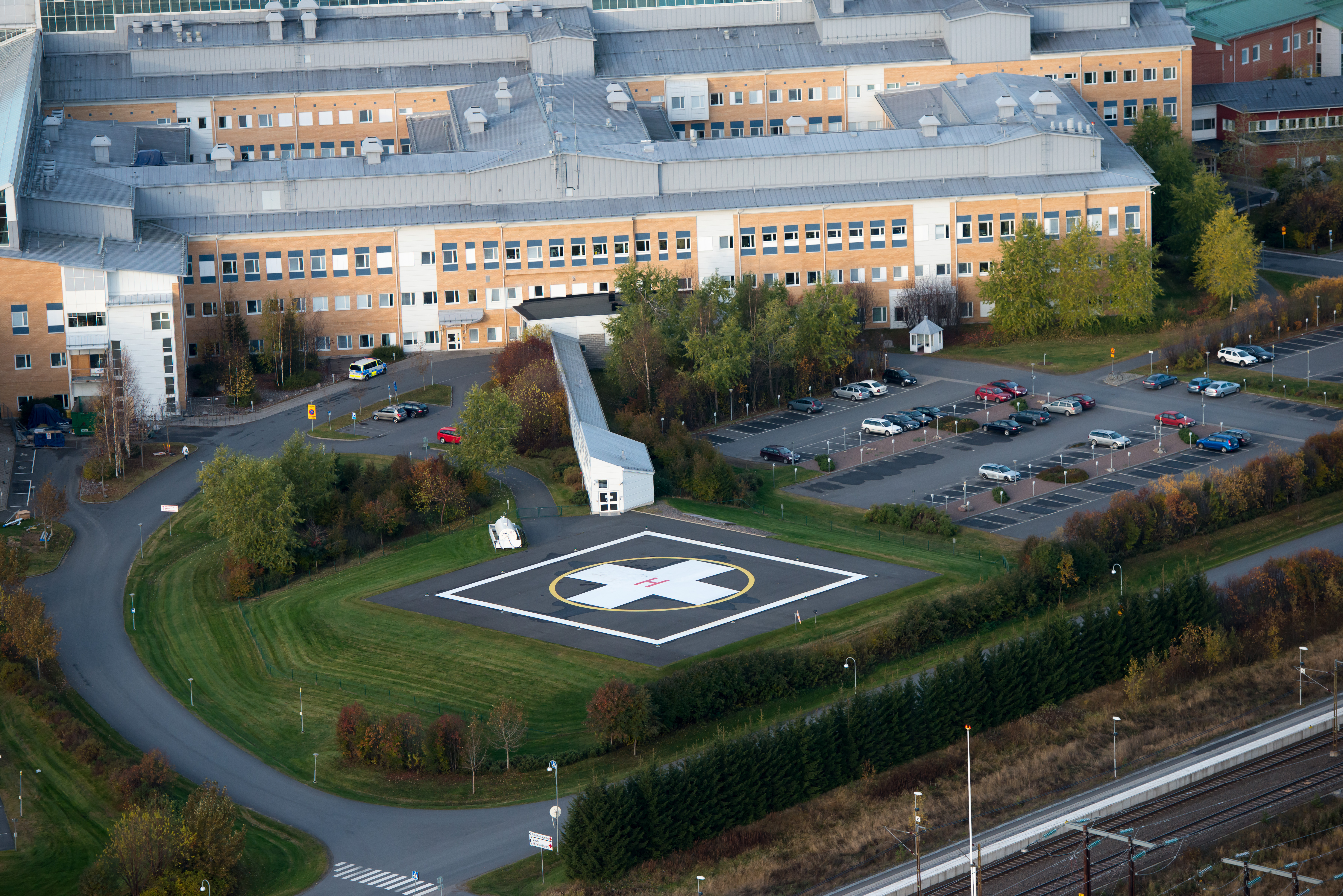
Helikopterplatta vid sjukhuset